# Геотопографске пирамиде
Геотопографске пирамиде или геотопографски торњеви, су географски објекти постављани у 18. и 19. веку широм Аустријског царства. Како изгледом личе на високи конусно-пирамидални димњак, на старим мапама означене су као пирамиде. Грађене су од препечених цигала, а постављане на висинским котама где су служиле пре свега као топографски маркери (стубови геодезијске триангулације). То се види на картама где иза ознаке пирамиде (троугао) и назначене висинске тачке стоји одговарајући код. О старим геотопографским пирамидама-торњевима у Србији се данас мало зна, и јако мало их је остало.

## Опис
О времену настанка и оригиналној намени ових објеката који подсећају на обелиск, постоје оскудни подаци. Њихов начин израде указује на то да су биле коришћене и у војне сврхе, за неки вид сигнализације.
Пирамиде су постављане на узвишење, а са својом импозантном висином од 15 m и без тога би се виделе издалека. По изгледу асоцирају на димњак циглане, а делом им је то и била функција, пошто се у њима могла палити ватра. У дну им се налази камено постоље за ложење, а кроз унутрашњост се дим одмах подиже високо и сигурно се може видети на великој удаљености. На тај начин би могле да се шаљу и шифроване поруке или би се могло упозоравати на опасност једноставном димном сигнализацијом.
На картама пирамиде имају уписане скраћенице "T:P" и "T.Z." од чега је прва познат термин у картографској терминологији – триангуларна висинска кота. Док друга скраћеница вероватно треба да се односи на геолошки датум, пошто је сваки торањ постављен тачно на референтној тачки мреже географске ширине и дужине.
Пирамиде су изграђене од квалитетних цигала и добро су конструисане, што је разлог да оне које није уништило становништво и данас стоје. Постоји информација да их је било и на територији Словеније, Мађарске и Хрватске. На већини локација њиховог трага није остало. Разрушене су, а цигле декадама а можда и век раније разнели су мештани. Унутар њих је била постављена и метална табла, али пошто таква ниједна није сачувана, не зна се шта је на њој писало. Може се само претпоставити да је ту било упутство о коришћењу и вероватно некаква идентификациона ознака.
|  |

## Стање и перспективе
Од око 30 ових пирамида колико их је могло бити на територији данашње Србије већина је давно уништена. У западној и средњој Бачкој их је било неколико — у атару Стапара, Оџака, Куле, Србобрана, Бачке Тополе. У околини Суботице је постојало укупно 3 оваква торња, до данас све су уништене, док их у општини Сента још стоји две. О осталим торњевима који су били разасути по Банату се врло мало зна, вероватно су сви још пре Другог светског рата уништени.
Неколико преосталих геотопографских пирамида у Србији није заштићено законом, иако представљају споменик културе од ванредног значаја за историју регије, па и за историју Европе.
Следећа табела приказује податке о оних неколико за које се зна да су постојале или још постоје.

## Листа тригонометријских пирамида у Србији
| Назив                         | Ознака        | Најближе насеље или топоним | Стање     | КОД    | Белешка                                                                                             |
| ----------------------------- | ------------- | --------------------------- | --------- | ------ | --------------------------------------------------------------------------------------------------- |
| Пирамида Мосица               | T:P: 60° 63"  | Кула                        | Уништена  | BAC031 | Налазила се на граници три округа (тројаници)                                                       |
| Пирамида Кула                 | T:P: 54° 39"  | Кула                        | Уништена  | BAC021 | Уништена је након I. светског рата, носила је ознаку "Pyramide Kula Hutweide T:P"                   |
| Пирамида Оџаци                | T:P: 47° 08"  | Оџаци                       | Уништена  | BAC055 | Локација није идентификована. Уништена без остатака. Ориг. ознака "Hodsagher-Pyramide T:P"          |
| Пирамида пустара Шари         | T.Z. 60° 88"  | Алекса Шантић               | Уништена  | BAC138 | Нема остатака ове грађевине                                                                         |
| Пирамида пустара Кула         | T:P: 57° 30"  | Кула                        | Уништена  | BAC140 | Локација није тачно идентификована. Ориг. назив "Pyramide Puszta Kula T:P"                          |
| Пирамида Стапар               | T:P: 49° 36"  | Стапар                      | Уништена  | BAC180 | Место пирамиде није лоцирано, нема остатака. Ориг. назив "Pyramide Klein Stapar T:P"                |
| Пирамида Ђурђин               | T.Z. 57° 60"  | Суботица                    | Уништена  | BAC223 | Означена на мапи са "Puszta Gyurgyin T.Z."                                                          |
| Пирамида Таванкут             | T.Z. 52° 4"   | Мишићево                    | Уништена  | BAC232 | Нема остатака. Ориг. назив "Tavankut T.Z."                                                          |
| Пирамида Биково               | T.Z. 59° 29"  | Биково                      | Уништена  | BAC254 | Данас је на овом месту савремена кота (висина 106 m), од пирамиде нема остатака.                    |
| Пирамида на Тромеђу           | T.Z. 57° 77"  | Бачка Топола                | Уништена  | BAC313 | Не зна се да ли је била пирамида, или нека друга врста коте. Ориг. назив "Negyes hatar T.Z."        |
| Пирамида Бачка Топола         | 55°+          | Бачка Топола                | Уништена  | BAC331 | Не зна се да ли је била пирамида, или нека друга врста коте.                                        |
| Пирамида Девечер              | T:P: 49° 22"  | Србобран                    | Уништена  | BAC180 | Место пирамиде није лоцирано, нема остатака. Ориг. назив "Pyramide: Devecser Puszta T:P"            |
| Пирамида на хумци Пивар       | не постоји    | Богараш                     | Уништена  | BAC382 | О постојању овог торња се зна само путем усмене предаје                                             |
| Пирамида Кеви                 | T.Z. 59° 13"  | Торњош                      | Сачувана  | BAC370 | Ориг. назив "Tornyos puszta T.Z."                                                                   |
| Пирамида Тотово Село          | T.Z. 56° 50"  | Ором                        | Сачувана  | BAC397 | Стоји у атару између Орома и Тотовог Села                                                           |
| Пирамида Пољаница[3]          | T.Z. 52° 95"  | Бачко Петрово Село          | Сачувана  | BAC    | Ориг. ознака "Kutas Puszta"                                                                         |
| Пирамида Велика Теремија      | T.Z. 44° 605" | Мокрин                      | Уништена  | BAN130 | Налазила се тачно на граници са Румунијом, на српској страни. Ориг. назив "Pyramide Mareinfeld T:P" |
| Пирамида Банатско Велико Село | нема          | Банатско Велико Село        | Уништена? | BAN135 | Ориг. ознака "Theifs Regulirungs Pyramide"                                                          |
| Пирамида Кикинда              | нема          | Кикинда                     | Уништена? | BAN136 | Ориг. ознака "Theifs Regulirungs Pyramide"                                                          |
| Пирамида No.12                | нема          | Руско Село                  | Уништена  | BAN143 | Не постоји на датој координати. Ориг. ознака "Theifs Regulirungs Pyramide No.12"                    |
| Пирамида "Велика хумка"       | T.P. 76° 7"   | Бела Црква                  | Уништена  | BAN476 | Ориг. ознака "Velika Hunka T.P."                                                                    |
| Пирамида Загајица[4]          | T.P. 134° 6"  | Загајица                    | Сачувана  | BAN    | Највиша тачка Загајичких брда, између Шушаре и Гребенца. Ориг. ознака ""                            |
| Пирамида Девојачки бунар      | T.P. 97° 444" | Банатски Карловац           | Сачувана  | BAN    | Ориг. ознака "Vakaraz T.P."                                                                         |
| Пирамида код Пожаревца        | ?             | Пожаревац                   | Сачувана  | SRB    | Ориг. ознака ?                                                                                      |
| Пирамида на Копаонику[5]      | T.P. ?        | Ски центар Копаоник         | Сачувана  | SRB    | Обелиск на врху Копаоника                                                                           |

## Галерија
| - Тригонометријски торањ код Орома - Посматрано из даљине - Поређење висине: око 14 m - Поглед према врху - из овог угла заиста и подсећа на пирамиду |